# Lada X-Ray
Der Lada X-Ray ist ein SUV des russischen Automobilherstellers Lada, das zwischen Dezember 2015 und Februar 2022 unter dem Namen Lada XRAY in Russland gebaut wurde.

## Konzeptfahrzeug
Auf der Moskauer Auto Show 2012 wurde ein Konzeptfahrzeug vorgestellt. Die Karosserieform entwarf der frühere Volvo-Designer Steve Mattin und der Prototyp wurde bei Vercarmodel Saro in Italien produziert. Die rundliche Karosserie hat geschwungene Sicken über den Radausschnitten und ist mit breiten flachen Scheinwerfern versehen. Der Kühlergrill ist angenähert X-förmig. Im Innenraum werden die komplett mit Leder bezogenen Sitze mit einem futuristischen Armaturenbrett und einem Infotainment-System abgerundet.

## Serienfahrzeug
Ab Dezember 2015 wurde das Serienfahrzeug produziert, der Verkaufsstart des XRAY in Russland war im Februar 2016. Das Design unterscheidet sich deutlich vom Konzeptfahrzeug. Der Preis betrug zunächst 589.000 Rubel oder umgerechnet rund 7350 €. Als Reaktion auf den Überfall Russlands auf die Ukraine im Februar 2022 wurden verschiedene Sanktionen gegen Russland verhängt. Infolgedessen musste die Produktion bei AwtoWAS zwischenzeitlich eingestellt werden. Danach wurde die Produktion des X-Ray nicht mehr aufgenommen. Insgesamt konnten über 161.000 Fahrzeuge der Baureihe verkauft werden.

## Modellbezeichnung
Werksintern trägt das Fahrzeug die Bezeichnung GAB. Die Verkaufsbezeichnung X-Ray hat zwei Bedeutungen: X-Ray ist englisch für Röntgenstrahlung und als Akronym für X (Crossover-Klasse), R (Recreation/Erholung), A (Aktivität), Y (Youth/Jugend).

## Galerie

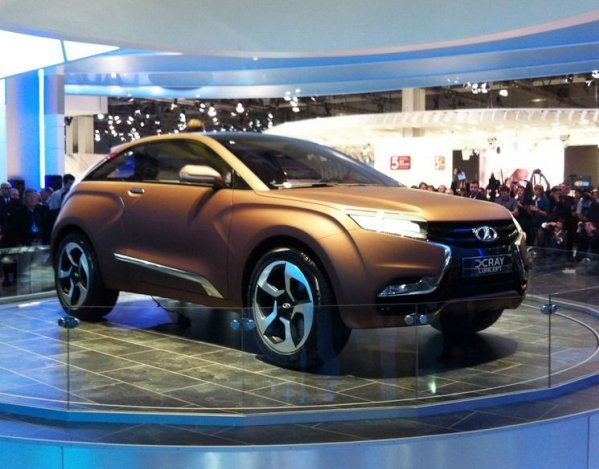
Konzeptfahrzeug
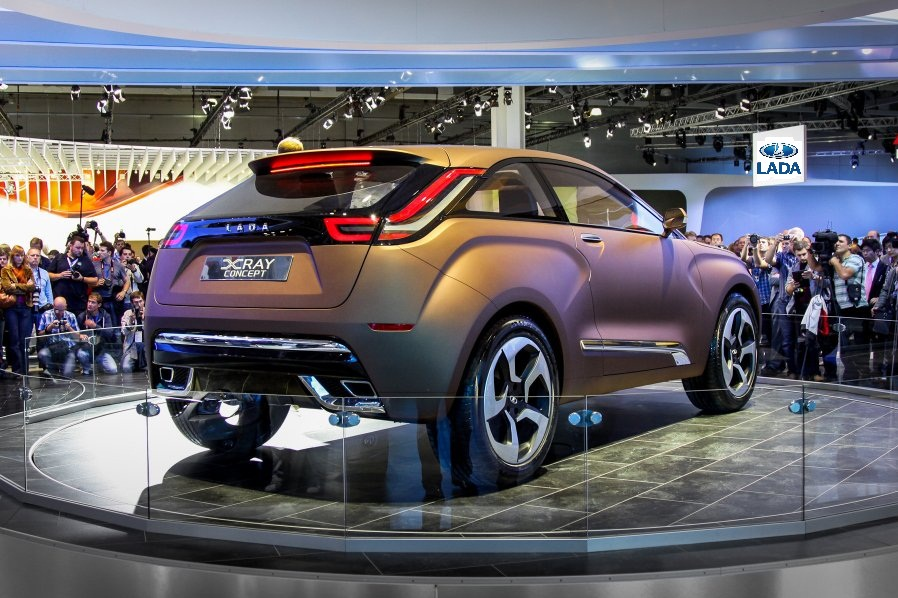
Heckansicht
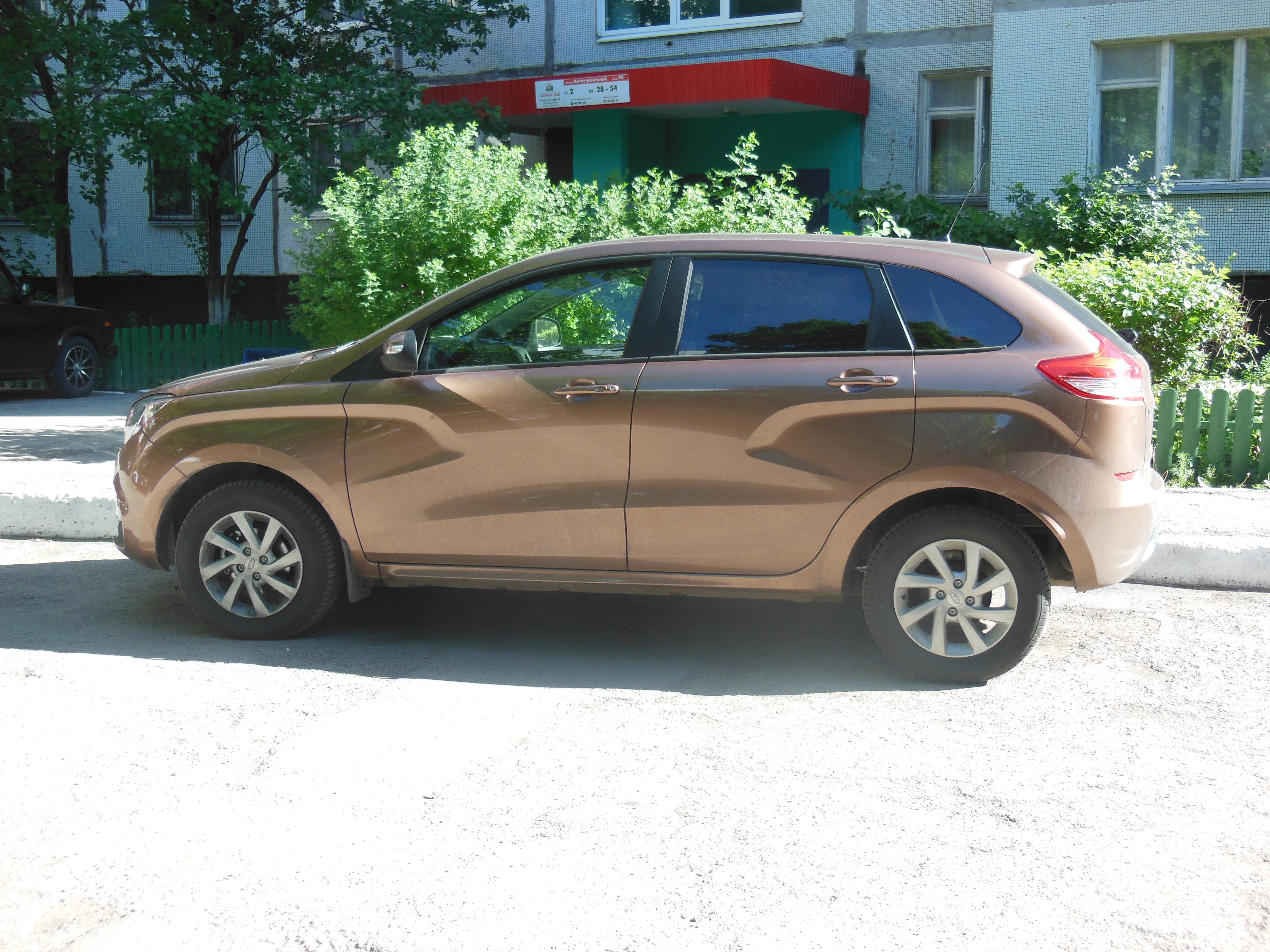
Serienmodell
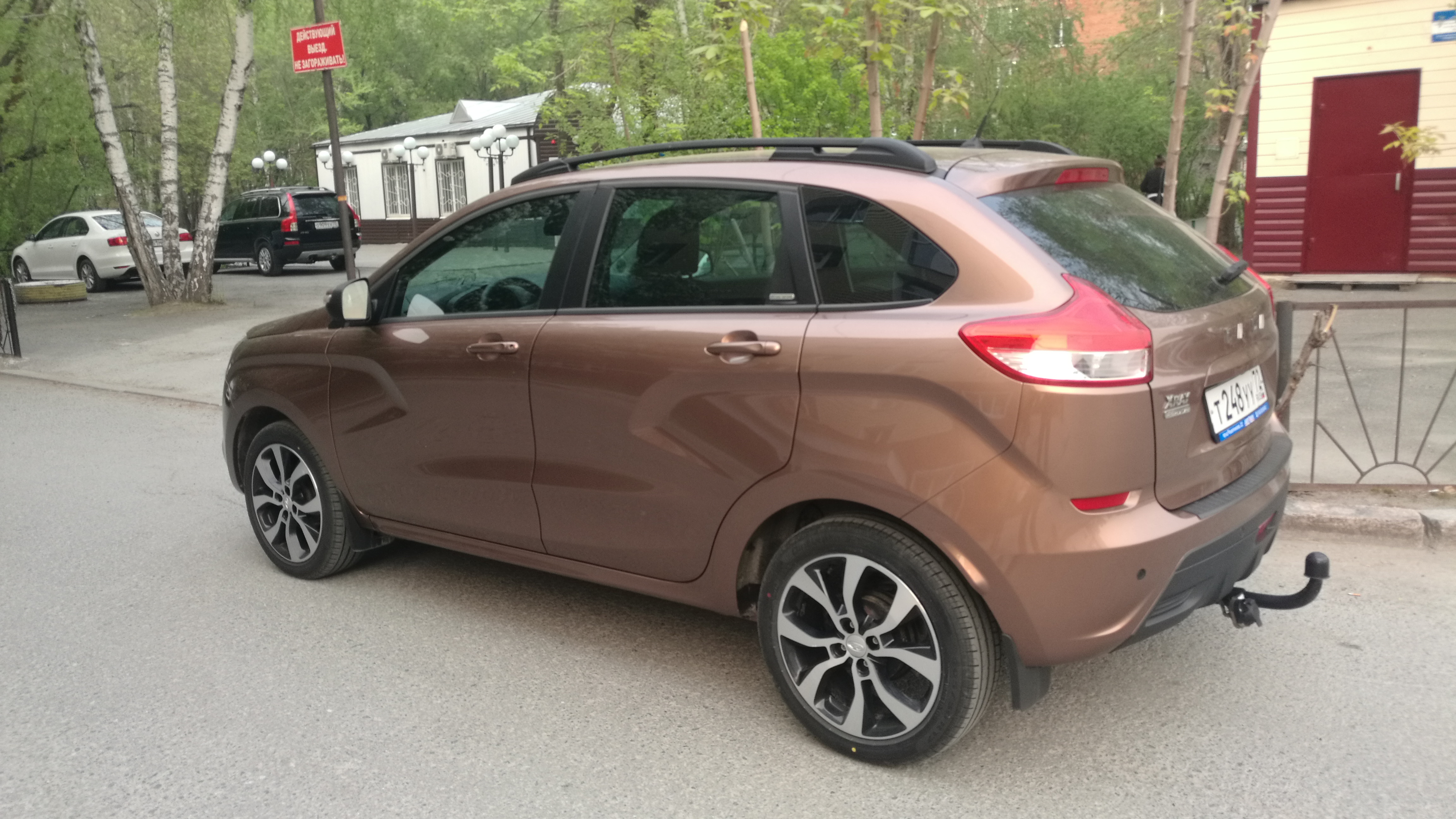

## Technische Daten
|                                             | 1.6 16V                                 | 1.6 16V                                 | 1.6 16V                                 | 1.6 16V                                 | 1.8 16V                                 | 1.8 16V                                 | Cross 1.6 16V                           | Cross 1.6                               | Cross 1.8 16V                           |
| Bauzeitraum                                 | 2015–2017                               | 2017–2022                               | 2021–2022                               | 2015–2017                               | 2015–2021                               | 2015–2021                               | 2021–2022                               | 2019–2022                               | 2019–2022                               |
| Motorbezeichnung                            | VAZ-21129                               | VAZ-21129                               | VAZ-21129                               | Renault H4M                             | VAZ-21179                               | VAZ-21179                               | VAZ-21129                               |                                         | VAZ-21179                               |
| Motortyp                                    | Vierzyinder-Viertakt-Ottomotor in Reihe | Vierzyinder-Viertakt-Ottomotor in Reihe | Vierzyinder-Viertakt-Ottomotor in Reihe | Vierzyinder-Viertakt-Ottomotor in Reihe | Vierzyinder-Viertakt-Ottomotor in Reihe | Vierzyinder-Viertakt-Ottomotor in Reihe | Vierzyinder-Viertakt-Ottomotor in Reihe | Vierzyinder-Viertakt-Ottomotor in Reihe | Vierzyinder-Viertakt-Ottomotor in Reihe |
| Hubraum                                     | 1596 cm³                                | 1596 cm³                                | 1596 cm³                                | 1598 cm³                                | 1774 cm³                                | 1774 cm³                                | 1596 cm³                                | 1598 cm³                                | 1774 cm³                                |
| max. Leistung bei min−1                     | 78 kW (106 PS) / 5800                   | 78 kW (106 PS) / 5800                   | 78 kW (106 PS) / 5800                   | 81 kW (110 PS) / 5500                   | 90 kW (122 PS) / 6050                   | 90 kW (122 PS) / 6050                   | 78 kW (106 PS) / 5800                   | 83 kW (113 PS) / 5500                   | 90 kW (122 PS) / 6050                   |
| max. Drehmoment bei min−1                   | 148 Nm / 4200                           | 148 Nm / 4200                           | 148 Nm / 4200                           | 150 Nm / 4000                           | 170 Nm / 3700                           | 170 Nm / 3700                           | 148 Nm / 4200                           | 152 Nm / 4000                           | 170 Nm / 3700                           |
| Antrieb                                     | Vorderradantrieb                        | Vorderradantrieb                        | Vorderradantrieb                        | Vorderradantrieb                        | Vorderradantrieb                        | Vorderradantrieb                        | Vorderradantrieb                        | Vorderradantrieb                        | Vorderradantrieb                        |
| Getriebebezeichnung                         | Renault JR5-518                         | VAZ-21809                               | VAZ-21809                               | Renault JH3-512                         | Renault JR5-523                         | VAZ-21827                               | VAZ-21809                               |                                         | Renault JR5-523                         |
| Getriebeart                                 | 5-Gang-Schaltgetriebe                   | 5-Gang-Schaltgetriebe                   | 5-Gang-Automatikgetriebe                | 5-Gang-Schaltgetriebe                   | 5-Gang-Schaltgetriebe                   | 5-Gang-ASG                              | 5-Gang-Schaltgetriebe                   | Automatikgetriebe                       | 5-Gang-Schaltgetriebe                   |
| Höchstgeschwindigkeit                       | 176 km/h                                | 172 km/h                                | 174 km/h                                | 181 km/h                                | 185 km/h                                | 186 km/h                                | 165 km/h                                | 162 km/h                                | 180 km/h                                |
| Beschleunigung, 0–100 km/h                  | 11,4 s                                  | 11,7 s                                  | 13,6 s                                  | 11,1 s                                  | 10,4 s                                  | 12,3 s                                  | 13,5 s                                  | 12,3 s                                  | 10,9 s                                  |
| Kraftstoffverbrauch auf 100 km (kombiniert) | 7,2 l Super                             | 7,0 l Super                             | 6,9 l Super                             | 6,8 l Super                             | 7,4 l Super                             | 6,8 l Super                             | 7,4 l Super                             | 7,1 l Super                             | 7,5 l Super                             |
| Leergewicht                                 | 1190–1255 kg                            | 1190–1255 kg                            | 1190–1255 kg                            | 1190–1255 kg                            | 1190–1255 kg                            | 1190–1255 kg                            | 1275–1300 kg                            | 1275–1300 kg                            | 1275–1300 kg                            |